# Hippodrome central de Moscou

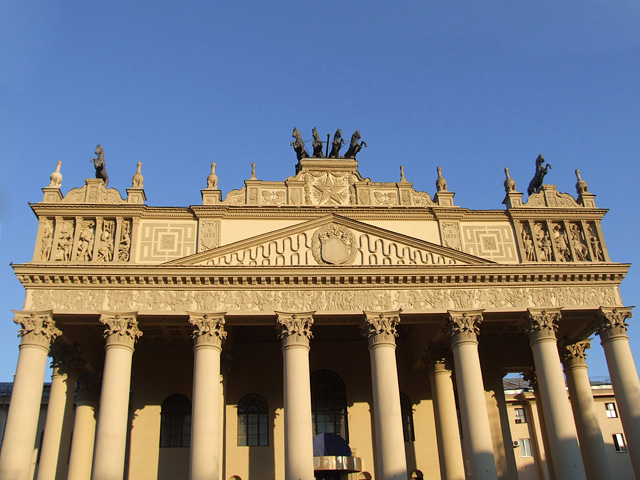
Entrée de l'Hippodrome

 (avril 2025).
L'Hippodrome central de Moscou (en russe : Центральный Московский ипподром) a été fondé en 1834 et est le plus grand centre de course hippique et de recherche en reproduction du cheval de Russie.